# ツァイト (アルバム)
『ツァイト』（ドイツ語:Zeit）は、ドイツのバンドであるラムシュタインの8枚目となるスタジオ・アルバム。

## 概要
2019年に前作が発売されたことで始まったヨーロッパ・スタジアムツアーが新型コロナウイルスによるロックダウンによって2020年、2021年の公演が中止となり、活動休止を余儀なくされた中で制作された。
「生」と「死」をモチーフとしたコンセプト・アルバム。生では「美」や「性」などがキーワードとなり、死では「闇」や「不安」などがキーワードとなる。
ジャケットはヨハニスタール飛行場跡（現・航空力学公園）で撮られたものであり、撮影者はブライアン・アダムスである。
発売前にクリストフが国際宇宙ステーション滞在中のトマ・ペスケ船長に聴かせており、その様子をインスタグラムに投稿している。
発売の1ヶ月前には世界中の内11箇所にトラックリストを入れたタイムカプセルが隠された。25日にはウェブサイト上に隠された場所の座標が公開され、発見者には2022年から再開されるヨーロッパツアーのチケットと旅費が与えられるというキャンペーンも行われた。
発売の前日には「Zeit」「Zick Zack」「Angst」のミュージックビデオ(以下MV)が世界中の映画館で上映された。

## 収録曲
作詞作曲はすべて「Rammstein」表記。邦題はユニバーサルミュージックジャパン公式より引用。
1. Armee der Tristen – 憂鬱の軍団
2. Zeit – 時間
歌詞にゲーテの詩『ファウスト』からの引用がある。
3. Schwarz – 闇
4. Giftig – 毒女
曲中に歌詞の逆再生が含まれる。
5. Zick Zack – ジグザグ
整形をモチーフとした曲。
シングルのジャケット及びMVでオリバーが扮しているのは、ファッションデザイナーのハラルド・グロックラー（英語版）と思われる。
6. OK
性病をモチーフとした曲。
「OK」は「Ohne Kondom（訳:コンドームなしで）」の略語であり、歌詞に淋病の症状がある。
7. Meine Tränen – 俺の涙
毒親をモチーフとした曲。
8. Angst – 不安
ブギーマン[注釈 2]をモチーフとした曲。
ドイツの鬼ごっこにあたる遊び"Schwarze Mann"で掛け声として使われるフレーズ「Wer hat Angst vorm Schwarzen Mann?（訳:黒い男が怖いのは誰だ？）」を歌詞で引用している。
MVにはオールブラックスやオランダのチョコレート製造会社"Dobla"が1950年代に発売していたチョコレート"ニガーキス[6]"など、「黒」や「黒人」を連想させる要素がある。
9. Dicke Titten – 大きいおっぱい
曲全体に金管楽器をフィーチャーした異色作[注釈 3]。
MVはメンバー及びエキストラがレーダーホーゼンやディアンドルを着用し、チロルの民族的な踊りである"Schuhplattler（英語版）"を踊る、映像の最後にティルがエーデルワイスを踏む[注釈 4]など、南チロルの民族的アイデンティティを巡る問題を連想させる構成となっている。
10. Lügen – 嘘
11. Adieu – アデュー
『ムター（ラムシュタインのアルバム）（英語版）』収録の「Adios（アディオス）」とは無関係。
アデュー（フランス語: Adieu）は主に長期の別れや死別の際に使う言葉である[7]。

## 参加ミュージシャン

### ラムシュタイン
- ティル・リンデマン – ボーカル
- リヒャルト・Z・クルスペ – リードギター
- パウル・ランダース – リズムギター
- オリバー・リーデル – ベース
- クリストフ・ドゥーム・シュナイダー – ドラム
- ドクトル・クリスティアン・ローレンツ – キーボード

### 追加ミュージシャン
- Konzertchor Dresden – コーラス（「Armee der Tristen」「Lügen」「Adieu」）
- The Academic Choir and the Symphony Orchestra of the National Television and Radio Company of Belarus, Minsk – コーラス（「OK」）
- シュターツカペレ・ドレスデン – オーケストラ（「Schwarz」「Dicke Titten」）
- Bernd Schober（ドイツ語版） – オーボエ（「Meine Tränen」）
- Wolfram Grosse – クラリネット（「Meine Tränen」）